# حزب سوسیالیست دموکرات کردستان
حزب سوسیالیست دمکرات کردستان یک حزب سیاسی در کردستان عراق می‌باشد که در حال حاضر ۲ کرسی در مجمع ملی کردستان دارد. همچنین دارای یک وزیر (وزارت برق) در حکومت کردستان عراق می‌باشد. در ششمین کنگره‌ی حزب سوسیالیست کردستان که در اربیل در تاریخ اردیبهشت ۱۳۹۰ برگزار شد، «محمد حاجی محمود» مجدداً به عنوان دبیر کل حزب سوسیالیست کردستان عراق انتخاب شد. در کنگره، دبیر کل و اعضای شورای رهبری این حزب مشخص شدند. حزب سوسیالیست دمکرات کردستان یکی از احزاب فعال کردستان عراق است که در سال ۱۹۷۶ توسط جمعی از فعالین سیاسی از جمله «سیدا صالح یوسفی» تشکیل شد. 

## تاریخچه
حزب سوسیالیست دموکراتیک کردستان حزبیست ملی میهنی و ترقی‌خواه که برای عدالت اجتماعی فعالیت می‌کنداین حزب تا قبل از ۲۱/۰۳/۱۹۹۱ و پیروزی کردها وتشکیل حکومت کردستان به مدت ۱۵ سال در تمامی نقاط کردستان به‌طور مؤثر دست به عملیات‌های چریکی و مسلحانه می‌زد که در این راه هزاران نفر از نیروهای این حزب کشته‌شدند؛ و پس از سال ۱۹۹۱ در تمامی فعالیت‌های سیاسی و انتخاباتی کردستان شرکت داشته‌است. حزب سوسیالیست در جنگ سال ۲۰۰۳ و نابودی رژیم بعث با نیروهای همپیمانان حضور مؤثری داشته‌است.

## تشکیلات حزب سوسیالیست دموکرات کردستان
- شورای مرکزی ۳۳ نفر ۳ نفر زن
- دفتر سیاسی ۱۱ نفر ۱ نفر زن
- دفاترتشکیلات /دفتر روابط: داخلی و خارجی/دفتر تشکیلات مردمی و دموکراسی /دفتر تشکیلات دانشجویان/دفتر جوانان/ دفتر زنان/ دفتر اتحادیه کارگران/ دفتر اتحادیه کارگران/ دفتر اجتماعی/دفتر تشکیلات انتخابات/آکادمی آموزش و پرورش سیاسی اعضاء/دفتر تبلیغات شامل: رادیوی ماهواره جماور کردستان فرکانس ۱۱۶۶۰–۱۷۸۰-ورتیکال/تلویزیون ماهواره ای جماور *نایل سات ۱۱۳۱۷–۲۷۵۰۰-ورتیکال/روزنامه ریبازی ئازادی/ مجلات سورین و صدای پیشمرگه/ دفتر دارایی/ مؤسسه کار و امور پیشمرگه (نظامی)/ و دفاتر

### نمایندگی‌های حزب سوسیالیست دموکرات کردستان
مرکز سلیمانیه / اربیل/ دهوک/ کرکوک/ هلبجه شهید/ هلبجه جدید/ سید صادق/ پنجوین/ قلادزه/ *رانیه/ سوران/ چمچمال/کوی سنجاق/ گرمیان (کلاروکفری)/ خانقین.
- همچنین دفاتر نمایندگی در خارج از کردستان: بغداد /موصل؛ و همچنین دفاتر خارج از عراق شامل:ایران
- (تهران و مریوان)/ سوریه (دمشق)/ آلمان (برلین) و در کلیه کشورهای اروپایی نماینده دارد.